# Отинагаш
Отинага́ш (каз. Отынағаш) — село у складі Узункольського району Костанайської області Казахстану. Входить до складу Єршовського сільського округу.
Населення — 123 особи (2021; 193 у 2009, 200 у 1999, 259 у 1989).